# Kardynałowie z nominacji Benedykta XIV
Papież Benedykt XIV (1740–1758) mianował 64 kardynałów na 7 konsystorzach:

## 9 września 1743

### Nominacje jawne
1. Joaquín Fernández de Portocarrero, tytularny patriarcha Antiochii – kardynał prezbiter Ss. IV Coronati (tytuł nadany 23 września 1743), następnie kardynał prezbiter S. Cecilia (10 kwietnia 1747), kardynał prezbiter S. Maria in Trastevere (9 kwietnia 1753), kardynał biskup Sabiny (20 września 1756), zm. 22 czerwca 1760
2. Camillo Paolucci, tytularny arcybiskup Ikonium, nuncjusz w Austrii – kardynał prezbiter Ss. Giovanni e Paolo (tytuł nadany 18 kwietnia 1746), następnie kardynał prezbiter S. Maria in Trastevere (20 września 1756), kardynał biskup Frascati (22 listopada 1758), kardynał biskup Porto e S. Rufina (13 lipca 1761), zm. 11 czerwca 1763
3. Raffaele Cosimo De Girolami, tytularny arcybiskup Damietty, sekretarz Kongregacji ds. Biskupów i Zakonników – kardynał prezbiter S. Marcello (tytuł nadany 23 września 1743), zm. 21 lutego 1748
4. Carlo Alberto Guidoboni Cavalchini, tytularny arcybiskup Filippi, sekretarz Kongregacji Soboru Trydenckiego – kardynał prezbiter S. Maria della Pace (tytuł nadany 23 września 1743), następnie kardynał biskup Albano (12 lutego 1759), kardynał biskup Ostia e Velletri (16 maja 1763), zm. 7 marca 1774
5. Giovanni Battista Barni, tytularny arcybiskup Edessy – kardynał prezbiter S. Tommaso in Parione (tytuł nadany 19 grudnia 1746), zm. 24 stycznia 1754
6. Giacomo Oddi, tytularny arcybiskup Laodycei – kardynał prezbiter S. Girolamo degli Schiavoni (tytuł nadany 5 kwietnia 1745), następnie kardynał prezbiter S. Anastasia (12 stycznia 1756), kardynał prezbiter S. Maria in Trastevere (22 listopada 1758), kardynał prezbiter S. Prassede (12 lutego 1759), kardynał prezbiter S. Lorenzo in Lucina (21 marca 1763), zm. 2 maja 1770
7. Federico Marcello Lante, tytularny arcybiskup Petry – kardynał prezbiter S. Pancrazio (tytuł nadany 5 kwietnia 1745), następnie kardynał prezbiter S. Silvestro in Capite (9 kwietnia 1753), kardynał biskup Palestriny (13 lipca 1759), kardynał biskup Porto e S. Rufina (18 lipca 1763), zm. 3 marca 1773
8. Marcello Crescenzi, tytularny arcybiskup Nazjanzu – kardynał prezbiter S. Maria Traspontina (tytuł nadany 16 grudnia 1743), zm. 24 sierpnia 1768
9. Giorgio Doria, tytularny arcybiskup Chalcedonu – kardynał prezbiter S. Lorenzo in Panisperna (tytuł nadany 16 marca 1744), następnie kardynał prezbiter S. Agostino (15 grudnia 1745), kardynał prezbiter S. Cecilia (3 stycznia 1757), zm. 31 stycznia 1759
10. Francesco Landi Pietra, arcybiskup Benewentu – kardynał prezbiter S. Onofrio (tytuł nadany 15 czerwca 1744), następnie kardynał prezbiter S. Giovanni a Porta Latina (13 września 1745), zm. 11 lutego 1757
11. Giuseppe Pozzobonelli, arcybiskup Mediolanu – kardynał prezbiter S. Maria in Via (tytuł nadany 23 września 1743), następnie kardynał prezbiter S. Maria sopra Minerva (2 sierpnia 1758), kardynał prezbiter S. Lorenzo in Lucina (28 maja 1770), zm. 27 kwietnia 1783
12. Francesco Ricci, wicekamerling i gubernator Rzymu – kardynał prezbiter S. Maria del Popolo (tytuł nadany 23 września 1743), zm. 8 stycznia 17555
13. Antonio Maria Ruffo, audytor generalny Kamery Apostolskiej – kardynał prezbiter S. Silvestro in Capite (tytuł nadany 23 września 1743), zm. 22 lutego 1753
14. Mario Bolognetti, skarbnik generalny Kamery Apostolskiej – kardynał diakon Ss. Cosma e Damiano (tytuł nadany 23 września 1743), następnie kardynał diakon S. Nicola in Carcere (15 maja 1747), kardynał diakon S. Maria ad Martyres (1 lutego 1751), zm. 12 lutego 1756
15. Girolamo Colonna di Sciarra, protonotariusz apostolski, prefekt Pałacu Apostolskiego – kardynał diakon S. Angelo in Pescheria (tytuł nadany 2 grudnia 1743), następnie kardynał diakon S. Lorenzo in Damaso (12 marca 1753), kardynał diakon Ss. Cosma e Damiano (20 września 1756), kardynał diakon S. Agata in Suburra (22 września 1760), zm. 18 stycznia 1763
16. Prospero Colonna di Sciarra, protonotariusz apostolski, prefekt Domu Papieskiego, komendatariusz opactwa Tre Fontane – kardynał diakon S. Giorgio in Velabro (tytuł nadany 23 września 1743), następnie kardynał diakon S. Maria ad Martyres (16 lutego 1756), kardynał diakon S. Agata in Suburra (24 stycznia 1763), zm. 20 kwietnia 1765
17. Carlo Leopoldo Calcagnini, dziekan Roty Rzymskiej – kardynał prezbiter S. Maria in Aracoeli (tytuł nadany 23 września 1743), zm. 27 sierpnia 1746
18. Alessandro Tanara, audytor Roty Rzymskiej – kardynał diakon S. Maria in Aquiro (tytuł nadany 23 września 1743), zm. 29 kwietnia 1754
19. Filippo Maria de Monti, sekretarz Propaganda Fide – kardynał prezbiter S. Agnese fuori le mura (tytuł nadany 23 września 1743), następnie kardynał prezbiter S. Stefano al Monte Celio (10 kwietnia 1747), zm. 17 stycznia 1754
20. Girolamo de Bardi – kardynał diakon S. Adriano (tytuł nadany 23 września 1743), następnie kardynał prezbiter S. Maria degli Angeli (28 maja 1753), zm. 11 marca 1761
21. Luigi Maria Lucini OP, komisarz generalny Świętego Oficjum – kardynał prezbiter S. Sisto (tytuł nadany 23 września 1743), zm. 17 stycznia 1745
22. Fortunato Tamburini OSBCas, opat S. Paolo fuori le mura – kardynał prezbiter S. Matteo in Merulana (tytuł nadany 23 września 1743), następnie kardynał prezbiter S. Callisto (9 kwietnia 1753), zm. 9 sierpnia 1761
23. Gioacchino Besozzi OCist – kardynał prezbiter S. Pancrazio (tytuł nadany 23 września 1743), następnie kardynał prezbiter S. Croce in Gerusalemme (7 grudnia 1744), zm. 18 czerwca 1755
24. Domenico Orsini d’Aragona, krewny Benedykta XIII – kardynał diakon Ss. Vito e Modesto (tytuł nadany 15 czerwca 1744), następnie kardynał diakon S. Nicola in Carcere (26 listopada 1753), kardynał diakon S. Maria ad Martyres (24 stycznia 1763), kardynał diakon S. Agata in Suburra (17 lutego 1777), kardynał diakon S. Maria in Via Lata (13 grudnia 1779), zm. 19 stycznia 1789

### Nominacjain pectore, opublikowana 17 stycznia 1746
1. Jan Teodor Wittelsbach, biskup Liége – kardynał prezbiter S. Lorenzo in Panisperna (tytuł nadany 27 kwietnia 1746), następnie kardynał prezbiter S. Maria in Aracoeli (12 lutego 1759), kardynał prezbiter S. Lorenzo in Lucina (13 lipca 1761), zm. 27 stycznia 1763

## 10 kwietnia 1747
1. Álvaro Eugenio de Mendoza Caamaño y Sotomayor, patriarcha Indii Zachodnich – kardynał prezbiter bez tytułu, zm. 23 stycznia 1761
2. Daniele Delfino, patriarcha Akwilei – kardynał prezbiter S. Maria sopra Minerva (tytuł nadany 20 listopada 1747), następnie kardynał prezbiter S. Marco (19 lipca 1758), zm. 13 marca 1762
3. Raniero Felice Simonetti, tytularny arcybiskup Nikozji – kardynał prezbiter S. Susanna (tytuł nadany 15 maja 1747), zm. 20 sierpnia 1749
4. Frédéric-Jérôme de la Rochefoucauld de Roye, arcybiskup Bourges – kardynał prezbiter S. Agnese fuori le mura (15 maja 1747), zm. 29 kwietnia 1757
5. François-Armand-Auguste de Rohan-Soubise-Ventadour, tytularny biskup Ptolemaidy – kardynał prezbiter bez tytułu, zm. 28 czerwca 1756
6. Ferdinand Julius von Troyer, biskup Ołomuńca – kardynał prezbiter bez tytułu, zm. 5 lutego 1758
7. Giovanni Battista Mesmer, skarbnik generalny Kamery Apostolskiej – kardynał prezbiter Ss. IV Coronati (tytuł nadany 15 maja 1747), następnie kardynał prezbiter S. Onofrio (22 września 1749), zm. 20 czerwca 1760
8. José Manuel da Câmara d’Atalaia, dziekan kapituły w Lizbonie, protonotariusz apostolski – kardynał prezbiter bez tytułu, zm. 9 lipca 1758
9. Giovanni Francesco Albani – kardynał diakon S. Cesareo in Palatio (tytuł nadany 15 maja 1747), następnie kardynał prezbiter S. Clemente (12 lutego 1759), kardynał biskup Sabiny (21 lipca 1760), kardynał biskup Porto e S. Rufina (15 marca 1773), kardynał biskup Ostia e Velletri (18 grudnia 1775), zm. 15 września 1803
10. Mario Millini, dziekan Roty Rzymskiej – kardynał prezbiter S. Prisca (tytuł nadany 15 maja 1747), następnie kardynał prezbiter S. Marcello (1 kwietnia 1748), zm. 25 lipca 1756
11. Carlo Vittorio Amadeo della Lanze – kardynał diakon Ss. Cosma e Damiano (tytuł nadany 31 lipca 1747), następnie kardynał prezbiter S. Sisto (2 października 1747), kardynał prezbiter S. Anastasia (22 listopada 1758), kardynał prezbiter S. Prassede (21 marca 1763), kardynał prezbiter S. Lorenzo in Lucina (18 lipca 1783), zm. 25 stycznia 1784

## 3 lipca 1747
1. Henryk Benedykt Stuart, syn tytularnego króla Anglii i Szkocji Jakuba Stuarta – kardynał diakon S. Maria in Portico (tytuł nadany 31 lipca 1747), następnie kardynał prezbiter S. Maria in Portico (16 września 1748), kardynał prezbiter Ss. XII Apostoli (18 grudnia 1752), kardynał prezbiter S. Maria in Trastevere (12 lutego 1759), kardynał biskup Frascati (13 lipca 1761), kardynał biskup Ostia e Velletri (26 września 1803), zm. 13 lipca 1807

## 26 listopada 1753
1. Giuseppe Maria Feroni, tytularny arcybiskup Damaszku – kardynał prezbiter S. Pancrazio (tytuł nadany 10 grudnia 1753), następnie kardynał prezbiter S. Cecilia (17 grudnia 1764), zm. 15 listopada 1767
2. Fabrizio Serbelloni, tytularny arcybiskup Petry – kardynał prezbiter S. Stefano al Monte Celio (tytuł nadany 22 lipca 1754), następnie kardynał prezbiter S. Maria in Trastevere (21 marca 1763), kardynał biskup Albano (16 maja 1763), kardynał biskup Ostia e Velletri (18 kwietnia 1774), zm. 7 grudnia 1775
3. Giovanni Francesco Stoppani, tytularny arcybiskup Koryntu – kardynał prezbiter Ss. Silvestro e Martino (tytuł nadany 20 maja 1754), następnie kardynał biskup Palestriny (18 lipca 1763), zm. 18 listopada 1774
4. Luca Melchiore Tempi, tytularny arcybiskup Nikomedii – kardynał prezbiter Ss. Quirico e Giulitta (tytuł nadany 21 lipca 1755), następnie kardynał prezbiter S. Susanna (24 maja 1756), kardynał prezbiter S. Croce in Gerusalemme (23 maja 1757), zm. 17 lipca 1762
5. Carlo Francesco Durini, arcybiskup Pawii – kardynał prezbiter Ss. IV Coronati (tytuł nadany 16 grudnia 1754), zm. 25 czerwca 1769
6. Enrico Enriquez, tytularny arcybiskup Nazjanzu – kardynał prezbiter S. Eusebio (tytuł nadany 22 lipca 1754), zm. 25 kwietnia 1756
7. Cosimo Imperiali, wicekamerling i gubernator Rzymu – kardynał prezbiter S. Clemente (tytuł nadany 10 grudnia 1753), następnie kardynał prezbiter S. Cecilia (12 lutego 1759), zm. 13 października 1764
8. Vincenzo Malvezzi Bonfioli, prefekt Domu Papieskiego – kardynał prezbiter Ss. Marcellino e Pietro (tytuł nadany 10 grudnia 1753), zm. 3 grudnia 1775
9. Luigi Mattei, audytor Roty Rzymskiej – kardynał prezbiter S. Matteo in Merulana (tytuł nadany 10 grudnia 1753), następnie kardynał prezbiter S. Maria in Aracoeli (5 kwietnia 1756), zm. 30 stycznia 1758
10. Giovanni Giacomo Millo, datariusz Jego Świątobliwości – kardynał prezbiter S. Crisogono (tytuł nadany 10 grudnia 1753), zm. 16 listopada 1757
11. Clemente Argenvilliers, audytor Jego Świątobliwości – kardynał prezbiter SS. Trinita al Monte Pincio (tytuł nadany 10 grudnia 1753), zm. 23 grudnia 1758
12. Antonio Andrea Galli CanRegLat, generał kongregacji kanoników laterańskich – kardynał prezbiter S. Alessio (tytuł nadany 10 grudnia 1753), następnie kardynał prezbiter S. Pietro in Vincoli (23 maja 1757), zm. 24 marca 1767
13. Flavio Chigi, audytor generalny Kamery Apostolskiej – kardynał diakon S. Angelo in Pescheria (tytuł nadany 10 grudnia 1753), następnie kardynał diakon S. Maria in Portico (12 lutego 1759), zm. 12 lipca 1771
14. Giovanni Francesco Banchieri, skarbnik generalny Kamery Apostolskiej – kardynał diakon S. Adriano (tytuł nadany 10 grudnia 1753), zm. 18 października 1763
15. Giuseppe Livizzani, sekretarz ds. memoriałów – kardynał diakon Ss. Vito e Modesto (tytuł nadany 10 grudnia 1753), zm. 21 marca 1754
16. Luigi Maria Torregiani, sekretarz Świętej Konsulty – kardynał diakon Ss. Cosma e Damiano (tytuł nadany 10 grudnia 1753), następnie kardynał diakon Ss. Vito e Modesto (22 kwietnia 1754), kardynał diakon S. Agata in Suburra (22 kwietnia 1765), zm. 6 stycznia 1777

## 22 kwietnia 1754
1. Antonio Sersale, arcybiskup Neapolu – kardynał prezbiter S. Pudenziana (tytuł nadany 20 maja 1754), zm. 24 czerwca 1775

## 18 grudnia 1754
1. Luis Antonio Fernández de Córdoba Portocarrero, dziekan kapituły w Toledo – kardynał prezbiter bez tytułu, zm. 26 marca 1771

## 5 kwietnia 1756
1. Nicolas-Charles de Saulx-Tavannes, arcybiskup Rouen – kardynał prezbiter bez tytułu, zm. 10 marca 1759
2. Alberico Archinto, tytularny arcybiskup Nicei – kardynał prezbiter S. Matteo in Merulana (tytuł nadany 24 maja 1756), następnie kardynał prezbiter S. Lorenzo in Damaso (20 września 1756), zm. 30 września 1758
3. Giovanni Battista Rotario da Pralormo, arcybiskup Turynu – kardynał prezbiter S. Crisogono (tytuł nadany 2 sierpnia 1758), zm. 9 października 1766
4. Francisco de Solís Folch de Cardona, arcybiskup Sewilli – kardynał prezbiter Ss. XII Apostoli (tytuł nadany 26 czerwca 1769), zm. 21 marca 1775
5. Johann Joseph von Trautson, arcybiskup Wiednia – kardynał prezbiter bez tytułu, zm. 10 marca 1757
6. Paul d’Albert de Luynes, arcybiskup Sens – kardynał prezbiter S. Tommaso in Parione (tytuł nadany 2 sierpnia 1758), zm. 21 stycznia 1788
7. Etienne-René Potier de Gesvres, biskup Beauvais – kardynał prezbiter S. Agnese fuori le mura (tytuł nadany 2 sierpnia 1758), zm. 24 lipca 1774
8. Franz Konrad von Rodt, biskup Konstancji – kardynał prezbiter S. Maria del Popolo (tytuł nadany 2 sierpnia 1758), zm. 16 października 1775
9. Francisco de Saldanha da Gama, dziekan kapituły w Lizbonie – kardynał prezbiter bez tytułu, zm. 1 listopada 1776